# Dongione

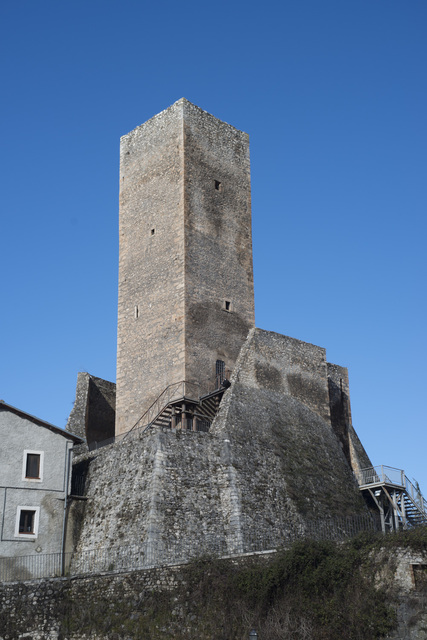
Dongione di Introdacqua

Il dongione è una torre fortificata che, oltre a fungere da struttura difensiva, era anche adibita a residenza per la nobiltà e per le guarnigioni durante il Medioevo, talvolta dotata sia di cinta muraria che di fossato proprio, cui si accede da apposito ingresso non comunicante direttamente con l'esterno. Può anche indicare la torre principale del castello, che può essere indipendente rispetto al resto e che deve garantire autosufficienza in quanto fornisce l'ultima difesa in caso di conquista del castello da parte dei nemici.
I primi torrioni erano in legno e costituivano una parte fondamentale dei castelli definiti "motta castrale" emersi in Normandia e Angiò durante il X secolo; il dongione si diffuse in Inghilterra, Italia e Sicilia con la conquista normanna.

## Etimologia

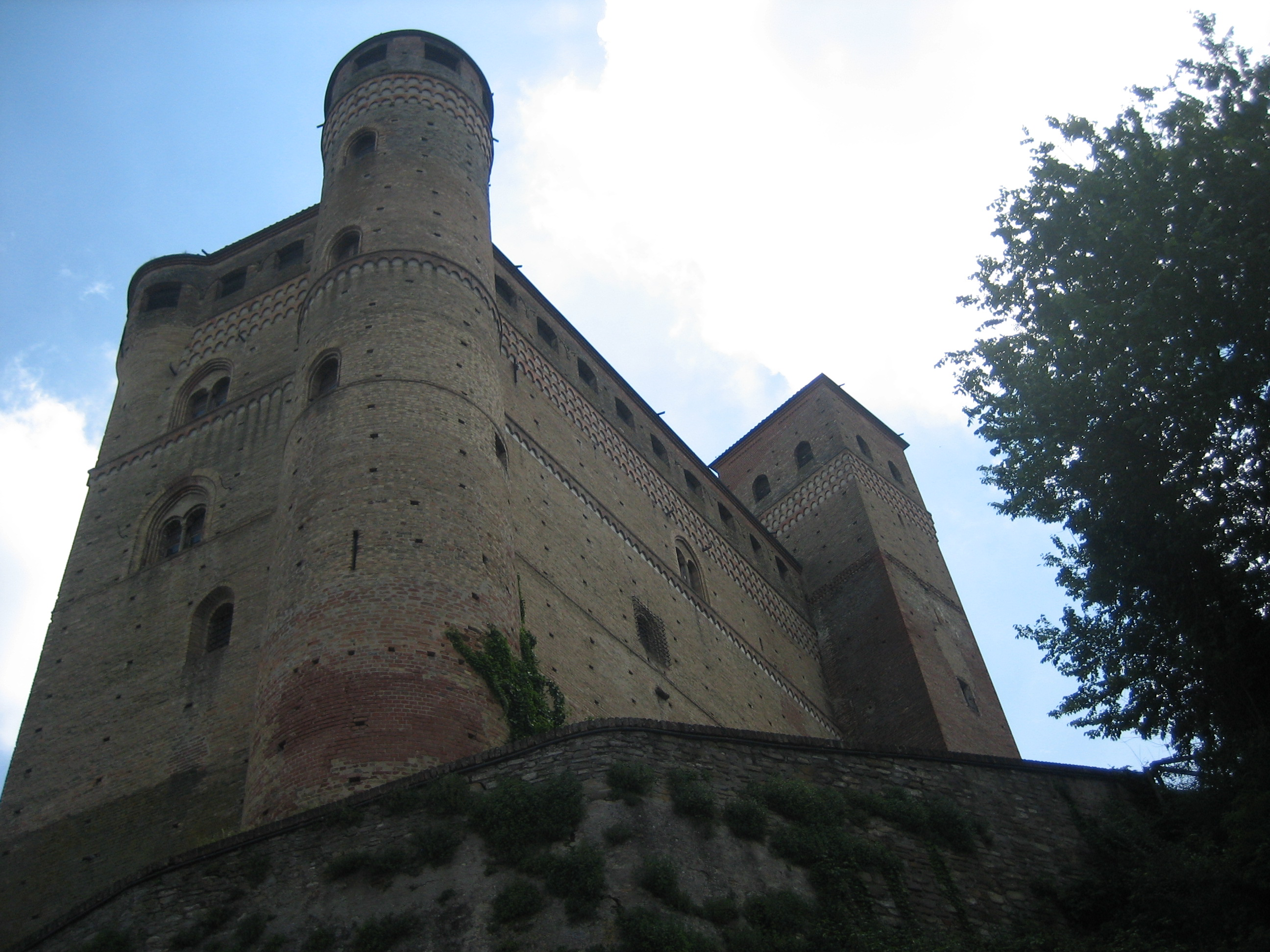
Castello di Serralunga d'Alba, esempio di dongione a pianta rettangolare, rinforzato ai lati da due torri

Gli studiosi hanno discusso sul significato della parola "dongione", ed è solitamente considerata come una grande torre in castelli che erano residenze fortificate, utilizzate come rifugio di ultima istanza nel caso in cui il resto del castello dovesse cadere in mano a un avversario; quando si trattava di una motta castrale, esso occupava la parte più alta della fortificazione.
Il termine è un adattamento dal francese donjon (AFI: [dɔ̃ˈʒɔ̃]); tale termine, in Inghilterra, fu tradotto anche con dungeon, almeno nella sua versione iniziale di fortilizio piuttosto che quella, sopraggiunta, di luogo di prigionia. In lingua italiana questo stesso tipo di possente fortificazione di ultima difesa è detta "maschio" o anche "mastio".
Sul fatto che il termine francese fosse a sua volta proveniente dal latino tardo dominionus, ci sono state varie dispute tra linguisti: qualcuno propendeva per un'origine germanica, altri latina. I linguisti sono oggi piuttosto concordi nell'individuare l'origine nel termine medio-latino dominionis, derivato da dominus. In Francia, comunque, doveva esistere già prima che in Italia, poiché il suo uso (nella forma di dojon o donjon) è attestato già dai primi decenni dell'XI secolo, mentre in Italia inizia a essere attestato dal XII secolo. Nel 1179 a Castelvecchio di Garfagnana si parla in modo inequivocabile "de summitate Castriveteris quae dongionem appellatur" (la sommità di Castelvecchio che è chiamata dongione). La torre principale, invece, era designata come turris, o turris magna, o turris maior.
Nel Centro Italia (soprattutto in area pisana) strutture simili sono chiamate cassero.

## Storia

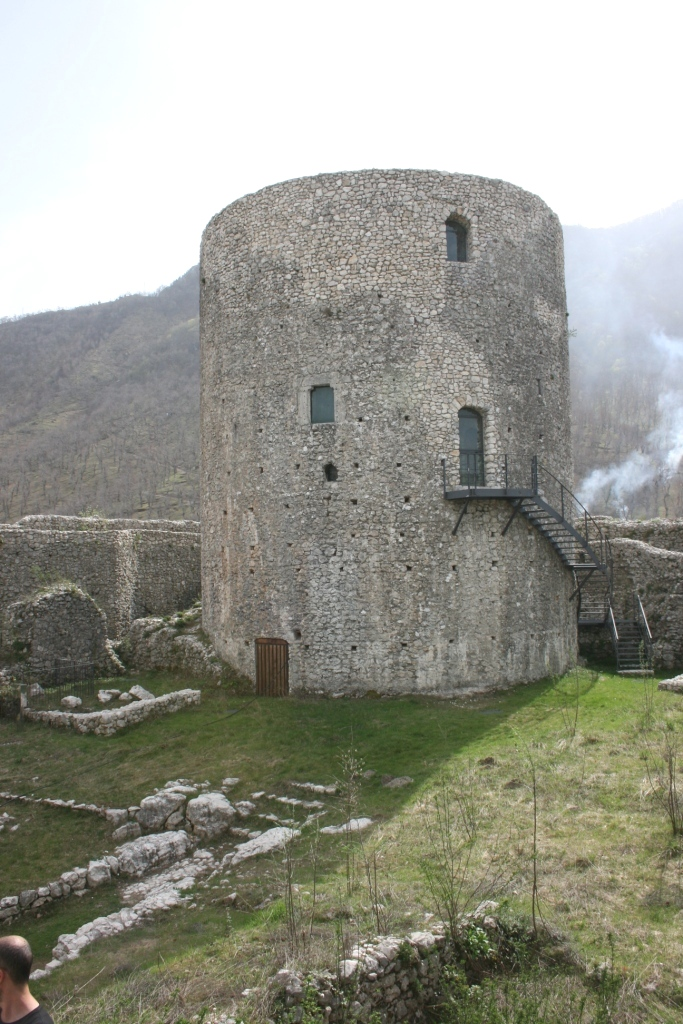
Il dongione del Castello del monte a Montella

Verso la fine del X secolo, i Normanni sbarcarono in Italia meridionale e Sicilia conquistando progressivamente il territorio. I Normanni crearono nuovi insediamenti (soprattutto nella Sicilia sottratta agli Arabi) o li potenziarono ulteriormente (in Italia meridionale si sostituirono all’area territoriale di cultura occidentale latina dei Longobardi) per proteggerne la popolazione e per controllare il territorio con la creazione di signorie. Così vennero creati nuovi sistemi difensivi e residenziali costituiti da spazi chiusi e fortificati sulle cime di colli o in luoghi naturalmente protetti al fine di controllare, sfruttare e difendere i nuovi possedimenti. Questo portò a modifiche culturali con l’acculturazione al mondo normanno e nella struttura sociale segnando il passaggio da un insediamento aperto e diffuso a centri abitati concentrati e fortificati. La funzione di un castello era quella di creare un nuovo insediamento con a capo una signoria che sorvegliava e al contempo rappresentava un baluardo di difesa e un centro di controllo del territorio. In epoca normanna quindi vennero realizzate varie tipologie di opere difensive come le motte castrali, recinti fortificati, borghi castrali o cinte murarie cittadine; alle prime recinzioni e strutture in legno, seguirono altre tipologie di fortificazioni più sicure e stabili realizzate in pietra come i masti e i dongioni che garantivano maggiore resistenza e sicurezza.
Il fatto che il dongione fosse senza dubbio la residenza del dominus è attestato da alcune date topiche presenti nei documenti; ad esempio Obizzo d'Este, come giudice imperiale, emette sentenze "in dolone"; il vescovo di Novara data un documento "in domignono Sancti Iulii" (nel dongione di San Giulio).